# Itadakiman
Itadakiman (イタダキマン?) è un anime giapponese prodotto nel 1983 dalla Tatsunoko, appartenente alle serie Time Bokan, di cui è la settima e ultima serie prodotta. La serie è inedita in Italia.

## Trama
La storia inizia nell'anno 20XX. La Oshaka School di Kamakuland è una rinomata scuola dove può entrare solo chi è puro di cuore o è diretto discendente del famoso monaco Sanzo. Un trio di cattivi crede di assolvere quest'ultima condizione anche se la loro discendenza è incerta e tenta inutilmente di entrare nella scuola fallendo ripetutamente. Un giorno i tre allievi modello della scuola sono convocati dal preside chiede loro di trovare un set di piastre di rame particolari che sono sparse per il mondo. Le piastre servono come tessere di un puzzle da completare, il quale una volta composto porterà onore all'Oshaka School. La conversazione è udita dal trio dei cattivi che decide di ostacolare i tre ragazzi; a loro si unisce un ragazzino (ispirato a Son Goku) che in realtà quando si verifica uno scontro con i mostri a guardia delle piastre si trasforma nell'eroe della situazione, Itadakiman.
La serie è una chiara parodia del famoso Viaggio in Occidente a cui i personaggi fanno il verso; inoltre vengono omaggiate le serie Time Bokan precedenti. Una particolarità della serie è che in questo caso l'eroe si trova proprio in mezzo al gruppo dei cattivi (rendendo il gruppo dei buoni abbastanza inutile dato che rimane a fare da spettatore negli scontri) ed inoltre non assistiamo ad uno scontro tra robot come al solito, ma tra il semplice Itadakiman (capace di ingigantirsi e ricorrere a diversi trucchi) e delle bestie trasformate in robot e supportate dai cattivi. La serie fu chiusa dopo una ventina di episodi a causa dei bassi ascolti.

## I personaggi
Di seguito sono elencati i vari personaggi di questa serie.

### Protagonisti
Kusaku Magota/Itadakiman
doppiatore: Mayumi Tanaka
Headmaster Ochaka
doppiatrice: Hirō Oikawa
Kanno-sensei
doppiatrice: Yuri Nashiwa
Houko Sanzo
doppiatore: Hiromi Oikawa
Shago Jo
doppiatore: Bin Shimada
Chō Hakko
doppiatore: Tomohiro Nishimura

### Antagonisti
Yan-Yan
doppiatrice: Noriko Ohara
Dasainen
doppiatore: Jouji Yanami
Tonmentan
doppiatore: Kazuya Tatekabe
Ryuko
doppiatore: Chika Sakamoto

## Episodi
| Nº | Giapponese 「Kanji」 - Rōmaji                                     | In onda           | In onda |
| Nº | Giapponese 「Kanji」 - Rōmaji                                     | Giapponese        |         |
| 1  | 「オシャカ学園危機一髪!」 - Oshaka gakuen kikiippatsu!            | 9 aprile 1983     |         |
| 2  | 「ドッキリ水着コンテスト」 - Dokkiri mizugi kontesuto             | 16 aprile 1983    |         |
| 3  | 「エッ!ヤンヤンに赤ちゃんが?」 - Etsu! yanyan ni akachan ga?      | 23 aprile 1983    |         |
| 4  | 「笑って笑ってネアカになーれ」 - Waratte waratte neaka nina re    | 7 maggio 1983     |         |
| 5  | 「コンコン・ラブストーリー」 - Konkon. rabusutori                 | 14 maggio 1983    |         |
| 6  | 「そんなことアリ大作戦」 - Sonnakoto ari daisakusen               | 21 maggio 1983    |         |
| 7  | 「それを食ったらおしまいよ!」 - Sorewo kutsutta raoshimaiyo!      | 28 maggio 1983    |         |
| 8  | 「恋ピューター花よめ作戦!」 - Koi pyuta hanayo me sakusen!        | 4 giugno 1983     |         |
| 9  | 「見せてはダメよ!その秘密」 - Mise teha dame yo! sono himitsu     | 18 giugno 1983    |         |
| 10 | 「あげられない!これだけは」 - Agerarenai! koredakeha              | 25 giugno 1983    |         |
| 11 | 「かんぱい!ぼっちゃん先生」 - Kanpai! bocchan sensei              | 2 luglio 1983     |         |
| 12 | 「奇跡ウルサイユのバラ物語」 - Kiseki urusaiyu no bara monogatari | 9 luglio 1983     |         |
| 13 | 「学園ガジガジパニック!」 - Gakuen gajigajipanikku!               | 30 luglio 1983    |         |
| 14 | 「一休山のイタダキクイズ!」 - Ikkyū yama no itadakikuizu!         | 13 agosto 1983    |         |
| 15 | 「浜辺のキッスにご用心!」 - Hamabe no kissu nigo yōjin!           | 27 agosto 1983    |         |
| 16 | 「竜子ちゃんも女でありんす」 - Ryūko chanmo onna dearinsu         | 3 settembre 1983  |         |
| 17 | 「幻の天ドン山を越えて!」 - Maboroshi no ten don yama wo koe te!  | 10 settembre 1983 |         |
| 18 | 「きれいな町には罠がある!」 - Kireina machi niha wana gaaru!      | 17 settembre 1983 |         |
| 19 | 「ブッシュマンVSターザン」 - Busshuman VS tazan                   | inedita           |         |
| 20 | 「イタダキマンよどこへ行く」 - Itadakiman yodokohe iku            | 24 settembre 1983 |         |